# Retrospective I: 1974-1980
Albums de Rush
Test for Echo
(1996) Retrospective II (1981-1987)
(1997)
Retrospective I (1974-1980) est la quatrième compilation du groupe rock canadien Rush, sortie le 6 mai 1997. Cet album est une collection de titres extraits d'albums de la période 1974-1980 parus chez Mercury Records. C'est la première compilation de la série Retrospective, sortie un mois avant Retrospective II (1981-1987), parue le 3 juin 1997.
Le CD est aussi disponible dans la compilation Gold, avec le titre Something for Nothing remplacé par Working Man.

## Pochette de l'album
L'illustration figurant sur la pochette de Retrospective I (1974-1980) montre un personnage habillé d'une combinaison de travail rouge en référence à la pochette de l'album Moving Pictures. Il regarde un tableau représentant le « Starman », personnage issu de la mythologie 2112. 

## Liste des titres
| 1.    | The Spirit of Radio     | Permanent Waves (1980)     | 4:59  |
| 2.    | The Trees               | Hemispheres (1978)         | 4:45  |
| 3.    | Something for Nothing   | 2112 (1976)                | 4:00  |
| 4.    | Freewill                | Permanent Waves            | 5:24  |
| 5.    | Xanadu                  | A Farewell to Kings (1977) | 11:07 |
| 6.    | Bastille Day            | Caress of Steel (1975)     | 4:40  |
| 7.    | By-Tor and the Snow Dog | Fly by Night (1975)        | 8:39  |
| 8.    | Anthem                  | Fly by Night               | 4:24  |
| 9.    | Closer to the Heart     | A Farewell to Kings        | 2:55  |
| 10.   | 2112 Overture           | 2112                       | 4:32  |
| 11.   | Temples of Syrinx       | 2112                       | 2:13  |
| 12.   | La Villa Strangiato     | Hemispheres                | 9:37  |
| 13.   | Fly by Night            | Fly by Night               | 3:22  |
| 14.   | Finding My Way          | Rush (1974)                | 5:05  |
| 75:42 |                         |                            |       |

## Membres du groupe
- Geddy Lee - Basse, Chant, Claviers
- Alex Lifeson - Guitares électriques et acoustiques
- Neil Peart - Batterie, Percussions

## Personnel additionnel
- John Rutsey - Batterie sur Finding My Way